# Suho Polje, Bijeljina
Suho Polje je naselje v občini Bijeljina, Bosna in Hercegovina. 

## Deli naselja
Čitluk, Donja Mahala, Glogovčići, Pejčići, Srednja Mahala, Stojanovići, Suho Polje, Zlodići, Zoovac in Živanovići.

## Prebivalstvo
| Pregled števila prebivalcev po letih | Pregled števila prebivalcev po letih | Pregled števila prebivalcev po letih | Pregled števila prebivalcev po letih | Pregled števila prebivalcev po letih | Pregled števila prebivalcev po letih |
| ------------------------------------ | ------------------------------------ | ------------------------------------ | ------------------------------------ | ------------------------------------ | ------------------------------------ |
| 1948                                 | 1953                                 | 1961                                 | 1971                                 | 1981                                 | 1991                                 |
| -                                    | -                                    | -                                    | 1.619                                | 1.593                                | 1.503                                |

| Narodna sestava prebivalstva po letih                                                                                           | Narodna sestava prebivalstva po letih                                                                                            | Narodna sestava prebivalstva po letih                                                                                            |
| --- | --- | --- |
| 1971 | 1981 | 1991 |
| . skupaj: 1.619 Srbi 1.599 (98,76 %) Muslimani 10 (0,61 %) Hrvati 8 (0,49 %) Jugoslovani 0 (0,00 %) drugi in neznano 2 (0,12 %) | . skupaj: 1.593 Srbi 1.565 (98,24 %) Hrvati 4 (0,25 %) Muslimani 1 (0,06 %) Jugoslovani 13 (0,81 %) drugi in neznano 10 (0,62 %) | . skupaj: 1.503 Srbi 1.443 (96,00 %) Hrvati 2 (0,13 %) Muslimani 0 (0,00 %) Jugoslovani 40 (2,66 %) drugi in neznano 18 (1,19 %) |